# Chrono des Nations-Les Herbiers-Vendée 2014
Le Chrono des Nations-Les Herbiers-Vendée 2014 est la trente-troisième édition de cette course cycliste contre-la-montre, la neuvième sous ce nom adopté en 2006. Le Chrono des Nations-Les Herbiers-Vendée est disputé par six catégories de cyclistes : quatre chez les hommes (élites, espoirs, juniors et cadets) et deux chez les femmes (élites et juniors).

## Résultats

### Classement final
|   | Coureur          | Pays    | Équipe |
| - | ---------------- | ------- | ------ |
| 1 | Sylvain Chavanel | France  | IAM    |
| 2 | Jérémy Roy       | France  | FDJ.fr |
| 3 | Reidar Borgersen | Norvège | Joker  |